# Široki Brijeg
Široki Brijeg je grad u Bosni i Hercegovini i sjedište Županije Zapadnohercegovačke.

## Ime
Sadašnji oblik imena grada je ijekavizirani oblik  ikavskog: Široki Brig jer je ovo područje tradicionalno ikavsko.
Ikavski oblik se koristi u pjesmama, navijačkim skupinama i neslužbenoj uporabi, iako službeno se koristi isključivo ijekavski. U svakodnevnom razgovor najčešće se koristi izraz Široki.
Mjesto gdje se danas nalazi središnji dio grada, kraj rječice Lištice, pripadalo je naselju Lise. Uzvisina južno od Ugrovače
pred njezino ušće u Lišticu zvala se Široki brig i pripadala je naselju Pribinovići (danas mjesto samostana i crkve). 
Ponad grada uzdižu se tri brijega okrenuta prema rijeci Lištici: Burića brig, Brig Stražnica i Široki brig. Ovaj posljednji, smješten u sredini, najširi je od sviju i otud mu ime Široki brig.  Na njemu je godine 1846. započeta gradnja franjevačkoga samostana i crkve. I kada je to mjesto postalo duhovno žarište i uljudbeno središte cijele Hercegovine, njegovi su pismeni i nepismeni stanovnici zadržali dotadašnji oblik njegova imena: Široki brig (Brig). 
Tako su ga i pisali franjevci prvih pedeset godina. Većina ih je drugu dionicu i dalje pisala malim slovom, iako je to označavalo veliki sadržaj. Na izmaku 19. stoljeća ime se počinje pisati u i/j/ekavskom obliku: Široki Bri/j/eg.
Takvo je službeno pisanje nastavljeno i u 20. stoljeću. Ali u govornom jeziku većine običnog puka i jezično svjesnih učenih ljudi iz ovoga kraja i dalje se zadržao ikavski oblik. Štoviše, pojedinci su ga tako i pisali.
Glavno mjesto u početku nastanka gradića mijenjalo je ime više puta. Najprije se zvalo Lise
a ne Ćemer
kako neki pogrešno navode. Ćemer je bio samo dio oko mlinica,
odnosno Ćemer – po mlinici koja je bila sagrađena na svod (ćemer, perzijsko-turski kemer = svod).
Potom se prozvalo Lištica – po rječici koja izvire u Borku, dva kilometra sjeverno od središta grada. Nakon toga mjesto dobiva ime Široki Brig – po smještaju franjevačkoga samostana i gimnazije koji su bili veoma poznati. Pedesetih godina prošloga stoljeća komunistička vlast mijenja naziv u Lištica.
Široki Brig je preimenovan u Lišticu (ime rječice koja teče kroz taj grad) zbog poraza partizana u tom kraju u Drugom svjetskom ratu. Župa i samostan iznad Lištice zadržali su i dalje ime Široki Brijeg. Gradu i općini vraćeno je prvotno ime god. 1991. kad su odškrinuta vrata demokracije.
Nažalost, vraćanjem nekadašnjeg imena,
nije iskorištena prigoda za ikavsku izvornost imena Široki Brig (izvorno ime) nego za njegovu preinaku (ijekavizaciju) koja je nastala koncem 19. stoljeća.

## Zemljopis

### Položaj i prometna povezanost
- Grb na Ciganskom brdu, Široki Brijeg
- Grb na Ciganskom brdu, Široki Brijeg, pogled iz zraka

Široki je Brijeg smješten na rijeci Lištici. Površina grada je 388 km². Središte grada je smješteno na 270 metara nadmorske visine, te tako pripada onom dijelu koji se naziva "niska Hercegovina", premda veliki dio općine pripada tzv. "visokoj Hercegovini" (gotovo cijeli sjeverni dio grada), s najvišim vrhom Bile Stine  Arhivirana inačica izvorne stranice od 14. ožujka 2014. (Wayback Machine) u Donjem Crnču.
Grad je udaljen 20 – 25 km od Mostara, 42 km od Međugorja te oko 88 km od obale Jadranskog mora (Ploče). 
Široki Brijeg je smješten na vrlo važnoj prometnici Mostar – Split
 a te magistralnoj cesti M 6.1 Mostar – Livno (Bihać – Zagreb).
Ukupna dužina lokalnih i nerazvrstanih cesta na području grada Širokog Brijega je otprilike 400 km.

### Klima
Na ovom području prevladava sredozemna klima. Zime su svježe, a ljeta duga i topla.

### Reljef i građa
Šire područje Širokog Brijega nalazi se na karakterističnim vrlo složenim strukturnim oblicima koji u geotektonskom pogledu pripadaju tzv. Zoni visokog krša. Osnovnu karakteristiku čine vapnenačke stijene koje se odlikuju raznim krškim oblicima (ponori, jame, ponikve, krška polja i dr.) i duboko usječenim dolinama povremenih bujičnih tokova. Područje Širokog Brijega se nalazi na pravcu tektonske jedinice Rakitno-Hrgud i prostire se preko Rakitna, Varda planine, Mostarskog blata, Rotimlje i Hrguda do Trebišnice na jugoistok. Terene ove jedinice izgrađuju sedimenti gornjojurske, kredne i paleogenske starosti, zatim neogenske i kvartarne naslage. Izdvojeni su donjekredni sivosmeđi, dobro uslojeni vapnenci i dolomiti.
Gornjokredne naslage, cenoman-turon, zastupljene su bijelim i ružičastim, masivnom vapnencima s rudištima. U paleogenskim naslagama izdvajaju se liburnijski i alveolinsko-numulitni vapnenci, zatim eocenski fliš koji je zastupljen laporima, pješčenjacima, kalkarenitima i konglomeratima.
Neogenske naslage su izgrađene od lapora, pjeskovitih glina, konglomerata i pješčenjaka, a nalazimo ih u okolici Grabove Drage i Mostarskog blata.
Kvartarne nanose šljunka, pijeska i kršja zasićenog vodom nalazimo na skori svim krškim poljima i u nanosima uz korita rijeka. Između nižih planina Varde, Gvozda, Rujna i Trtle (nadmorske visine 600 – 900 metara) nalaze se krške depresije Kočerinsko, Trnsko, Mokarsko i Ruževo polje te Mostarsko blato (nadmorske visine od 220 – 300 metara). Području Širokog Brijega pripadaju karakteristični boksitonosni tereni Crne Lokve – Kidačke Njive, Resnica – Polog i Uzarići – Knešpolje. Ovo područje je devastirano rudištima i odlagalištima jalovine te zahtjeva sanaciju.

### Vode
Vode s prostora Širokog Brijega pripadaju slivu rijeke Neretve. Glavni površinski tokovi prema Mostarskom Blatu su: Lištica s Ugrovačom, Mokašnica, Crnašnica i Žvatić. Rijeci Lištici pripada dio površinskih voda Čabulje, koji bujični vodotok Brinja sakupi iz Ladine i Dobrinja. Brinja, čiji su začeci sjeverno od Bogodola, ispod kote Kulica (1199) teče prema zapadu i na svom putu do Lištice prima kod Prskala potok Ladinu, a 2,5 km niže, vode Dobrinjskog potoka. Ovi potoci kupe sve površinske vode za vrijeme obilnih padalina i otapanja snijega na jugozapadnim dijelovima planine Čabulje.
Površinske vode koje prime Rakitno polje dreniraju vodotoci Točak, Jelica, Zmijinac i za vrijeme većih padalina formiraju značajan povremeni vodotok Ugrovaču koja prolazeći duboko urezanim kanjonom Brina, prima usputne bujice, a u naselje Trn vode Kočerinskog polja, te se na putu do Mostarskog blata, u središtu Širokog Brijega spaja s rijekom Lišticom.

### Biljni i životinjski svijet
Široki Brijeg pripada vegetacijskoj regiji sredozemno-kopnenih područja.
Zapravo je na raskrižju regija, pa se tu susreću najraznolikiji florni elementi. Sredozemni element prodire područjem Neretve i doseže do Čabulje. Tu susrećemo Quercus ilex (hrast crnika), Pistacia terebinthus (smrdljika), Quercus pubescens (hrast medunac), Celtis australis (koprivić), Cornus mas (drijen), Cotinus coggygria (obična rujevina).
Široki Brijeg ima značajke i ilirskog flornog elementa. Na primjer Petteria (grmolika lepirnjača - tilovina), zatim (divlji koromač) Portenschlagiella ramosissima, Kitaibela vitifolia (kadivka – biljka iz porodice sljezovki), tu su još i: gušarka, likovac, te Ostrya carpinifolia (crni grab), Carpinus orientalis (bijeli grab). Od šumske vegetacije susreću se i vrste „planinske šume“: bukva, gorski brijest, bijeli jasen, jela, javor, obični i crni bor, kleka i dr.
Na prostoru grada Širokog Brijega mogu se naći mnoge ljekovite vrste bilja kao što su: kadulja, vrijesak, stolisnik, gospina trava, zovina, majčina dušica i dr.
Karakteristične životinjske vrste koje žive na prostoru cijele Hercegovine mogu se sresti i na području Širokog Brijega. Od lovne divljači susreću se: vuk, lisica, divlja svinja, zec, jarebica i dr.
Gmazovi koji žive na ovom području su: Lacerta oxycephala (šiljoglava gušterica), Vipera berus (riđovka) zmija otrovnica, te Natrix natrix (bjelouška) neotrovna zmija. U vodama rijeke Lištice obitavaju  potočna pastrva i riječni rak.

## Stanje okoliša
Široki Brijeg ima relativno zdrav i ekološki očuvan okoliš. Veliko izvorište pitke vode je izvor Lištice „Borak“ i njega kao važan resurs treba sačuvati. Dijelovi prirode koji su urbanističkim planom grada Širokog Brijega stavljeni pod zaštitu su: Park-šuma „Vrelo“, Park-šuma  „Purin Gaj“, postojeće šumske oaze plato Pribinovića i pojedine šumske oaze (lokacija Krčevine), športsko rekreacijska šuma u Dubravi i park šuma industrijske zone Lise, parkovne površine i pojedinačna zaštićena vrsta stabala, te korito Lištice i vodonatapni kanali. Park-šuma „Purin Gaj“ je u ratu u velikom dijelu bespravnom gradnjom uništena.
Široki Brijeg nema sustavno riješeno upravljanje i gospodarenje otpadom, pa se javlja veliki broj divljih odlagališta koji imaju negativan utjecaj na okoliš. Za odlaganje otpada korišteno je odlagalište „Mokro – Krtine“ preko dvadeset godina. Sada je zasuto zemljom i djelomično pošumljeno. Trenutno se za odlaganje otpada koristi gradsko odlagalište „Izbično“. Odlagalište je smješteno u napuštenom kopu boksita i udaljeno je od rijeke Lištice 5 km. Značajna su zagađenja zbog odlaganja klaoničkog otpada, koji je najveći u slivu Ugrovače, gdje su locirane najveće klaonice. Nesanitarno odlaganje otpada predstavlja veliku opasnost za izvorišta pitke vode, zdravlje ljudi, tlo i prirodni okoliš. Široki Brijeg nema još uvijek izgrađen kanalizacijski sustav s pročistačem otpadnih voda. Prije rata je bio izgrađen gradski pročistač kapaciteta 5000 EBS, ali nije nikad bio u funkciji. Veliki broj septičkih i „crnih“ jama ima bitan negativni utjecaj na tlo i podzemne vode.
Na terenima gdje se eksploatirao boksit, prvenstveno na lokacijama Tribošić, Crne Lokve, Izbično, Britvica uništen je prirodni krajolik, zaostala su nesanirana rudišta i odlagališta jalovine. I pored navedenih problema u budućnosti je moguće smanjiti negativni utjecaj na okoliš izgradnjom potrebne infrastrukture. Osnovana je i ekološka udruga „Zemlja-voda-zrak“ koja sudjeluje u unaprijeđenju i zaštiti okoliša.
Prostor grada Širokog Brijega sa svojim specifičnim krajolikom, mnogim fenomenima krša, biološkom raznolikošću, mnogim izvorištima i rijekom Lišticom daje mogućnost za kvalitetan i zdrav život i otvara preduvjete za razvitak turizma, lova, ribolova i drugih športskih i rekreacijskih djelatnosti.

## Infrastruktura

### Prometna infrastruktura
Široki Brijeg je magistralnom cestom prometno povezana s regionalnim centrom Mostarom i susjednom općinom Posušjem, dok je regionalnim cestama povezana s Ljubuškim i Grudama.
Regionalna cesta Široki Brijeg – Čitluk je u neprihvatljivo lošem stanju unatoč višestruko povećanom broju vozila (posebno autobusa s hodočasnicima za Međugorje) koje prometuju tom cestom.
Podaci o dužini cesta po kategorijama i o broju putničkih vozila za 2007. godinu:
|               | Magistr. ceste (km) | Region. ceste (km) | Lok. ceste (km) | Ukupno registr. putničkih vozila | Broj stan. po reg. vozilu |
| ------------- | ------------------- | ------------------ | --------------- | -------------------------------- | ------------------------- |
| Široki Brijeg | 27                  | 15                 | 160             | 7055                             | 4,2                       |
| Grude         | 18                  | 31                 | 176             | 3949                             | 3,4                       |
| Ljubuški      | 37                  | 42                 | 156             | 5744                             | 3,8                       |
| Posušje       | 25                  | 60                 | 191             | 3294                             | 4,9                       |
| ZHŽ           | 107                 | 148                | 683             | 20072                            | 4,1                       |
| FBiH          |                     |                    |                 | 374381                           | 6,2                       |

Tako je broj reg. vozila po 1 km regionalnih cesta u Širokom Brijegu 2,5 puta veći nego što je prosjek Županije, a broj vozila na 1 km lokalnih cesta 1,7 puta je veći u Širokom Brijegu u odnosu na prosjek Županije.

### Vodoopskrba i kanalizacija
Glavnim gradskim vodovodom, čiji je vodozahvat na vrelu rijeke Lištice, vodom za piće se opskrbljuje grad i veći dio prigradskih naselja. Po okolnim mjestima (selima) je izgrađeno ili se sada gradi više manjih autonomnih vodoopskrbnih sustava koji funkcioniraju u organizaciji sela ili mjesne zajednice.  Ti sustavi putem vlastitih bušotina koriste podzemnu vodu.
Još 1990. godine je urađen Idejni projekt „Regionalni vodovod Široki Brijeg“ koji je prostorno obuhvatio cijelo područje Grada i dio naselja uz Mostarsko blato koja pripadaju Mostaru.  Izdašnost izvora rijeke Lištice (ukupna minimalna = 2850 l/s) pokazuje da postoje dovoljne količine vode za planirani sustav vodoopskrbe. Međutim, nepremostivim problemom (barem zasad) se pokazala veličina investicije izgradnje tog cjelovitog sustava. To je i dovelo do traženja parcijalnih rješenja po udaljenim naseljima, s tim da je u svakom pojedinom slučaju zadržana mogućnost budućeg „uklapanja“ u regionalni vodovodni sustav. Izvedena je sanacija i rekonstrukcija izvorišta, kao i zaštita u prvoj vodozaštitnoj zoni.
- Vodonatapni kanal urezan na Ciganskom brdu
- Most-akvadukt iznad Lištice
- Pogled nad most-akvadukt s Ćavarovog brda
- Vodonatapni kanal urezan na Ciganskom brdu
- Lištica-desna obala u gradu,četvrt Sajmište

Od svih infrastrukturnih sustava najmanje je izgrađen kanalizacijski sustav. Još prije rata je izgrađen i opremljen prečistač otpadnih voda s glavnim kolektorom, ali nije stavljen u funkciju. Postavljene instalacije i oprema su devastirani, a ponovno opremanje i stavljanje objekta u funkciju iziskuje veća novčana sredstva (više od 1,5 mil. KM). U međuvremenu je glavnom gradskom ulicom postavljen glavni kanalizacijski odvod (Pecara – Most). U tijeku su pripreme i odabir projektanta za izradu idejnog rješenja projekta kanalizacijske mreže Desna obala i izvedbenog projekta za glavni kolektor Desne obale. Ulaganja u izgradnju kanalizacijskog sustava će u bliskoj budućnosti zasigurno biti među prioritetima u izgradnji komunalne infrastrukture grada Širokog Brijega.

### Komunikacijska infrastruktura
Sadašnja pokrivenost područja grada Širokog Brijega telekomunikacijskom infrastrukturom i TK uslugama je 90%, što je u odnosu na prijeratno stanje bitan napredak. Broj telefonskih priključaka početkom 2006. godine je 8167.

### Elektroenergetska situacija
Na području Širokog Brijega je ukupno 10503 registrirana potrošača električne energije od čega su kućanstva 9451, ostalih potrošača (pravne osobe) 998 i javna rasvjeta 54. Ukupan broj trafostanica je 215 od čega su 183 u vlasništvu JP „EP HZ HB“. Pokrivenost Grada elektroenergetskom mrežom je dobra, dok određeni problemi postoje u pouzdanosti napajanja i u gubicima prijenosa.

### Gospodarenje komunalnim otpadom
Centralnim zbrinjavanjem i prikupljanjem kućnog otpada obuhvaćeno je oko 3/4 područja i stanovništva Grada. Prikupljanje i odvoz vrši se s urbanog područja gdje su obuhvaćena naselja Oklaji, Trn, Zavoznik, središte Grada, Pecara, te s područja mjesnih zajednica i to: Kočerin (dio), Privalj, Dužice, Mokro, Turčinovići, Dobrič, Ciglana (dio), Knešpolje, Uzarići i Dobrkovići (dio). Javno komunalno poduzeće koje dnevno prikupi, odveze i deponira oko 60 m3 ili godišnje oko 18 120 m3.
Zbog sve veće produkcije različitog otpada i njegovog nekontroliranog odlaganja, poduzimane su različite mjere kao što je periodično organiziran odvoz glomaznog otpada (auto-olupine, staro željezo, bijela tehnika, drveni otpad – namještaj,  akumulatori i sl), organizirano je zbrinjavanje opasnog otpada, a sve u cilju zaštite okoliša i smanjenja otpada za konačno deponiranje, tako da je gradska služba za prostorno uređenje i zaštitu okoliša, u suradnji s Ministarstvom za prostorno uređenje, resursa i zaštite okoliša ŽZH, te s JPK „Čistoća“ i ekološkim udrugama poduzela određene aktivnosti kroz implementirani projekt „Selektivno prikupljanje otpada i gradnja kapaciteta u općini Široki Brijeg“, na način da su izgrađeni takozvani zeleni otoci s mogućnošću razvrstavanja otpada.
Da bi ovaj projekt u cijelosti zaživio potrebno je izgraditi reciklažni centar, a isti nije izgrađen zbog ne iznalaženja prostora, a koji u pravilu mora biti neposredno uz samu deponiju.
Prema projektu zaštite izvorišta voda vrela „Borak“ i „Lištica“ kojeg je uradilo poduzeće „Integra“, Mostar siječnja 2005. godine, urađena je analiza kakvoće podzemnih voda, koja je pokazala da su fizikalno-kemijski parametri manji od dopuštenih prema važećim Pravilnicima. Također je analiza pokazala da je bakteriološko zagađenje veće što je izdašnost izvorišta veća, a što je očekivano zbog brze komunikacije s površinskim vodama, poglavito s površinskim vodama na kojima su evidentirana žarišta zagađenja (deponija otpada „Izbično“, deponija otpada u Ivanj Dragi, deponija otpada Rakitno, kao i otpadne vode s područja Rakitno i sl).

## Stanovništvo
Prirodno i društveno okruženje, opće siromaštvo, razne bolesti, iseljavanje, i tri rata imali su izravan i presudan utjecaj na demografske pojave i demografske procese u ovom tradicionalno emigracijskom području. Svi ovi čimbenici ostavili su trajan pečat i ožiljak na kolektivnu svijest ljudi ovog kraja i šire. Pritisnuti navedenim nedaćama veliki broj njih potražio je utočište diljem Europe, kao i čitavog Svijeta. Nije slučajno nastao narodni izričaj među ljudima ovoga kraja „kako nam Njemačka uzima najjača leđa, Zagreb probranu pamet, a tamnovanja satiru ponos“.
Međutim, jaka volja za život i svijest majki visokim su natalitetom uspjeli održati i očuvati život i nadu u bolji život, ili kako narodni izričaj kaže, koji vrijedi i za Široki Brijeg, „Hercegovina sve naseli, a sebe ne raseli.“
Prema popisu stanovnika iz 1991. godine u tadašnjoj općini je bilo 27.189 stanovnika. Stanovništvo općine živjelo je u 24 mjesne zajednice i to: Biograci, Buhovo, Ciglana, Crnač (Crnač i Crnač), Crne Lokve, Čerigaj, Desna Obala, Dobrič, Dobrkovići, Dužice, Izbično, Jare, Knešpolje, Kočerin, Lijeva Obala, Ljuti Dolac, Mokro, Oklaji, Privalj, Rasno, Rujan, Trn, Turčinovići i Uzarići.
Prosječna naseljenost je 70,1 stanovnik po km2, te se kao takva svrstava u skupinu bosanskohercegovačkoga prosjeka. U razdoblju od 1948. – 1991. godine svrstana je u skupinu od tridesetak općina (od ukupno 109) s najslabijim rastom stanovnika. 
Prosječna stopa rasta stanovništva iznosila je skromnih 3,7% u tom razdoblju. Najveći rast zabilježen je 1971. godine, da bi opet 1981. godine došlo do naglog smanjenja. Nakon 1991. godine dolazi do laganog oporavka, kojim ipak nije dosegnuta ranija brojnost stanovništva.Na socio-ekonomsku uvjetovanost ovakvih demografskih procesa upućuju razlike u dinamici dviju kategorija stanovništva; stanovništva općinskog središta Široki Brijeg, na jednoj strani, i ostalih seoskih naselja, na drugoj strani.
Svaki šesti stanovnik ovoga kraja ne ubrajajući Hrvatsku bio je u cijelom tome razdoblju u nekoj europskoj ili u izvaneuropskoj zemlji. Ili, još slikovitije, svaki drugi stanovnik iz dobne 20 – 29 i svaki teći iz dobne skupine 30 – 39 godina, te svaki treći radno sposobni stanovnik otišli su „trbuhom za kruhom“ tragom svojih djedova i očeva.
Četvorica od petorice ovih ljudi „Inozemaca“ bili su poljoprivrednici ili srodni radnici S obzirom na stopu zaposlenosti od 4,5% u tzv. Društvenom sektoru, prigodi za zaposlenje nisu dobivali niti oni obrazovaniji. Za primjer može poslužiti podatak da je prema popisu 1971. godine među tim ljudima bilo 80 onih s fakultetskom diplomom (popisom iz 1961. takvih je bilo ukupno 142 u čitavoj zapadnoj Hercegovini).
Visokoobrazovani kontigent stanovništva ove općine ušesterostručen je između 1971. i 1991. godine (od 90 na 605 fakultetskih diploma). Presudna uloga u tom smislu bila je Sveučilišta u Mostaru, koje je osim općekulturne uloge imalo i izravan utjecaj na poboljšanje demografske slike na ovim prostorima.

### Popisi 1971. – 1991.
| Stanovništvo općine Široki Brijeg |                 |                 |                 |
| godina popisa                     | 1991.           | 1981.           | 1971.           |
| Hrvati                            | 26.864 (98,91%) | 25.638 (98,32%) | 26.940 (98,73%) |
| Srbi                              | 148 (0,54%)     | 180 (0,69%)     | 234 (0,85%)     |
| Muslimani                         | 9 (0,03%)       | 7 (0,02%)       | 43 (0,15%)      |
| Jugoslaveni                       | 20 (0,07%)      | 148 (0,56%)     | 12 (0,04%)      |
| ostali i nepoznato                | 119 (0,43%)     | 103 (0,39%)     | 56 (0,20%)      |
| ukupno                            | 27.160          | 26.076          | 27.285          |

#### Široki Brijeg (naseljeno mjesto), nacionalni sastav
| Široki Brijeg      |                |                |                |
| godina popisa      | 1991.          | 1981.          | 1971.          |
| Hrvati             | 4.979 (98,80%) | 3.464 (95,92%) | 2.192 (96,14%) |
| Muslimani          | 8 (0,15%)      | 5 (0,13%)      | 17 (0,74%)     |
| Srbi               | 6 (0,11%)      | 15 (0,41%)     | 52 (2,28%)     |
| Jugoslaveni        | 10 (0,19%)     | 108 (2,99%)    | 10 (0,43%)     |
| ostali i nepoznato | 36 (0,71%)     | 19 (0,52%)     | 9 (0,39%)      |
| ukupno             | 5.039          | 3.611          | 2.280          |

### Popis 2013.
| Stanovništvo grada Širokog Brijega |                 |
| godina popisa                      | 2013.           |
| Hrvati                             | 28.814 (99,60%) |
| Srbi                               | 45 (0,16%)      |
| Bošnjaci                           | 6 (0,02%)       |
| ostali i nepoznato                 | 64 (0,22%)      |
| ukupno                             | 28.184          |

| Široki Brijeg – naseljeno mjesto |                |
| godina popisa                    | 2013.          |
| Hrvati                           | 6.131 (99,71%) |
| Bošnjaci                         | 2 (0,03%)      |
| Srbi                             | 2 (0,03%)      |
| ostali i nepoznato               | 14 (0,23%)     |
| ukupno                           | 6.149          |

## Naseljena mjesta
Grad Široki Brijeg sačinjavaju sljedeća naseljena mjesta:
Biograci, 
Brig,
Buhovo, 
Crne Lokve, 
Čerigaj, 
Dobrič, 
Dobrkovići, 
Doci, 
Donja Britvica, 
Donji Crnač, 
Donji Gradac, 
Dužice, 
Gornja Britvica, 
Gornji Crnač, 
Gornji Gradac, 
Gornji Mamići, 
Grabova Draga, 
Izbično, 
Jare, 
Knešpolje, 
Kočerin, 
Lise, 
Ljubotići, 
Ljuti Dolac, 
Mokro,
Oklaji, 
Podvranić, 
Potkraj, 
Privalj, 
Rasno, 
Rujan, 
Široki Brijeg, 
Trn, 
Turčinovići i
Uzarići.
Poslije potpisivanja Daytonskog sporazuma, općina Široki Brijeg u cjelini je ušla u sastav Federacije Bosne i Hercegovine.

### Popis katolika u župi Blato 1844.
Popis su napravili župnik fra Nikola Kordić i kapelan fra Paško Kvesić. Ispod je tablični pregled popisanih domaćinstava i vjernika u župi Blato (sa sjedištem u Čerigaju) na dan 3. srpnja 1844. godine:
| Katoličko stanovništvo župe Blato 1844. |           |              |
| naselje                                 | broj kuća | stanovništvo |
| Biograci                                | 24        | 219          |
| Britvica                                | 21        | 135          |
| Buovo                                   | 39        | 183          |
| Crnač Donji                             | 21        | 183          |
| Crnač Gornji                            | 27        | 238          |
| Crne Lokve                              | 16        | 195          |
| Čerigaj                                 | 25        | 195          |
| Dobrkovići                              | 24        | 235          |
| Dužice                                  | 33        | 196          |
| Izbično                                 | 7         | 181          |
| Jare                                    | 32        | 165          |
| Kočerin                                 | 45        | 211          |
| Ledinac                                 | 10        | 107          |
| Lise                                    | 13        | 121          |
| Ljubotići                               | 36        | 220          |
| Ljuti Dolac                             | 50        | 362          |
| Mamići                                  | 14        | 138          |
| Medvidovići                             | 18        | 99           |
| Pribinovići                             | 36        | 144          |
| Rasno                                   | 20        | 204          |
| Rujan                                   | 17        | 222          |
| Turčinovići                             | 20        | 185          |
| Uzarići                                 | 35        | 247          |
| ukupno                                  | 591       | 4516         |

### Popis katolika u župi Široki Brijeg 1867.
Fra Petar Bakula u svom djelu Schematismus (1867.), koji je 1970. preveden na hrvatski pod imenom Hercegovina prije sto godina, donosi stanje duša u župi Široki Brijeg:
| Katoličko stanovništvo župe Široki Brijeg 1867. | Katoličko stanovništvo župe Široki Brijeg 1867. | Katoličko stanovništvo župe Široki Brijeg 1867. |
| ----------------------------------------------- | ----------------------------------------------- | ----------------------------------------------- |
| naselje                                         | broj kuća                                       | stanovništvo                                    |
| Široki Brijeg                                   | 50                                              | 364                                             |
| Turčinoviči                                     | 20                                              | 215                                             |
| Uzarići                                         | 49                                              | 366                                             |
| Mokro                                           | 26                                              | 248                                             |
| Čerigaj                                         | 36                                              | 239                                             |
| Buhovo                                          | 43                                              | 253                                             |
| Rasno                                           | 32                                              | 239                                             |
| Dužice                                          | 46                                              | 310                                             |
| Ledinac                                         | 12                                              | 226                                             |
| Medvidovići                                     | 20                                              | 138                                             |
| Mamići                                          | 17                                              | 132                                             |
| Dolac                                           | 12                                              | 76                                              |
| Potkraj                                         | 21                                              | 135                                             |
| Podvranić                                       | 3                                               | 33                                              |
| Rujan                                           | 21                                              | 176                                             |
| Kočerin                                         | 28                                              | 185                                             |
| Crne Lokve                                      | 27                                              | 216                                             |
| Ljubotići                                       | 44                                              | 305                                             |
| Britvica                                        | 35                                              | 179                                             |
| Izbično                                         | 11                                              | 112                                             |
| Donji Crnač                                     | 33                                              | 247                                             |
| Gornji Crnač                                    | 33                                              | 216                                             |
| Dobrkovići                                      | 39                                              | 241                                             |
| Oklaji                                          | 17                                              | 158                                             |
| Lise                                            | 24                                              | 171                                             |
| ukupno                                          | 689                                             | 5209                                            |

## Uprava
Na području Širokog brijega se nalaze sljedeće upravne organizacije:
- Vlada Zapadnohercegovačke županije;
- Ministarstvo prosvjete, obrazovanja, športa i kulture ZHŽ;
- Ministarstvo pravosuđa i uprave ZHŽ.

## Politika
Na lokalnim izborima održanim u listopadu 2012. za načelnika Širokog Brijega izabran je Miro Kraljević, član HDZ-a BiH s osvojenih 60,74% glasova.
Najviše mandata u Općinskom vijeću Širokog Brijega osvojio je HDZ BiH, 13 mandata s 47,7% glasova. Značajan broj mandata osvojili je i Narodna stranka Radom za boljitak, 4 mandata, odnosno 13,15% glasova. U travnju 2014. zastupnici HDZ-a 1990 napustili su stranku, čime je HDZ 1990 ostao bez zastupnika u Općinskom vijeću Širokog Brijega.
|         | HDZ BiH    | 17 / 25 | 13 / 25 | 9 / 25 | 13 / 25 | 13 / 25 |
|         | NSRB       |         | 8 / 25  | 9 / 25 | 4 / 25  | 4 / 25  |
|         | HSP BiH    | 0 / 25  | 4 / 25  | 1 / 25 | 2 / 25  | 2 / 25  |
|         | HSP AS BiH |         |         |        | 2 / 25  | 2 / 25  |
|         | HKDU BiH   | 4 / 25  | 0 / 25  | 1 / 25 | 1 / 25  | 2 / 25  |
|         | neovisni   |         |         |        | 1 / 25  | 2 / 25  |
| Izvori: |            |         |         |        |         |         |

## Povijest

### Pretpovijesno i antičko razdoblje
Pretpovijesno, rimsko i srednjovjekovno doba ostavilo je u okolici današnjega grada svjedočanstva brojnih kamenih zdanja: velika pretpovijesna gomila, na uzvišenju Cigansko brdo iznad Oklaja;
srednjovjekovna utvrda, u Borku, nedaleko od vrela Lištice;
gomile iznad Soldinih kuća, kraj ceste Oklaji-Dobrkovići;
gomile na širem području zvanom Radešice;
Markanovića gradina nad desnom obalom rijeke Lištice;
gradina na istaknutom vrhu brijega Cigansko brdo;
Ćavarova gradina na kamenoj litici uz rijeku Lišticu; velika gomila na Ćavarovu/Bošnjakovu brdu, zvana Krstine (danas mjestu zvanom Bunker);gomile na brijegu zvanom Stražnica u blizini Šuškovih kuća;
gomile na rubu Mokarskog polja, istočno prema Turčinovićima;
pretpovijesna gradina, rimska i ranosrednjovjekovna utvrda u Mokrom (srednjovjekovni grad Mokriskik, Mokarski grad).
Tu su i srednjovjekovni nadgrobni spomenici (stećci): Barevište, Jelinak i Polugrina u Mokrom,
Sajmište kraj rijeke Lištice
te stećci u groblju na Trnu.
Starokršćansko doba ostavilo je u Mokrom svjedočanstvo svoga kršćanstva: temelji bazilike s krstionicom (5. ili 6. stoljeće).
Prapovijesna gradina, rimska i ranosrednjovjekovna utvrda. Smještena je poviše Matijevića kuća (Matijevića gradina), na brdu nad poljem, tako da zauzima istaknut vršak brda i dio platoa prema Čerigaju. S tri strane pristup je zaštićen prirodnim strminama, a s četvrte strane debelim zidom. Prostor je to veličine 180x60 m. Na najvišoj točki nalaze se ostatci bastiona, danas vidljivi u obliku velike kamene gomile, a u njezinu podnožju nalaze se dijelovi građevina zidanih obrađenim kamenom, bez žbuke. Na gornjem dijelu platoa zapaženi su ostatci pravokutne građevine i okrugle cisterne, rađenih u kamenu, s malterom. Površinski nalazi su brojni. Utvrda je sagrađena u ilirsko doba, a u kasnoantičko vrijeme na njoj je podignut refugij ili pribježište. Spominje je bizantski car Konstantin Porfirogenet (912. – 959.) u svom djelu O upravljanju carstvom. Utvrda je služila za zaštitu puta koji je vodio od Brotnja iza Trtala do Privalja i Kočerinskog polja, te zaštitu naselja ispod utvrde, u kojem je otkriven temelj crkve iz petoga stoljeća.
Nedaleko je Planinski Daorson otkriven 2016. godine. Na prostoru sela Podvranića zapadno od Širokog Brijega je prapovijesna gradina, do danas nije uopće niti registrirana kao arheološki lokalitet, niti unesena u Arheološki leksikon BiH. Spominje ju tek Ivan Dugandžić u knjizi 'Širokobriješka baština', i to tek ukratko i ne kao gradina nego kao izdužena gomila s prapovijesnim zidom. Sadrži tek nagađanje da je riječ o mogućem zidu prapovijesne utvrde i da se u neposrednoj okolici nalazi prapovijesno naselje. Istraživač Gorabn Glamuzina istražio je ovaj prapovijesni lokalitet. Utvrdio je da je predio oko Podvranića ogromna bogatstva neistraženih kamenih građevina, točnije - zidova, što pokazuju i razotkriveni izuzetno monumentalni i impresivni kiklopski zidovi unutar jedne male uske drage koja se pruža sjevernije od prapovijesnog grada uzduž padine sve do njenih vrhova.

### Srednji vijek
U Mokrom, gdje je i prapovijesna ilirska Matijevića gradina, nalazi se bazilika koja rušena je i podizana te je i u srednjem vijeku služila svrsi. U njezinoj je blizini nekropola sa stećcima, a ima ih i drugdje. Oni brojnošću i veličinom navode na zaključak da je ovaj kraj od 12. do 15. stoljeća bio gusto naseljen i bogat. Iz tog vremena u selu Kočerinu sačuvao se najduži natpis na stećcima pisan bosančicom ili hrvatskom ćirilicom, poznat pod imenom Kočerinska ploča. Obilježavala je grob velikaša Vignja Miloševića, koji je preminuo 1404. godine. U Borku, nedaleko od izvora rijeke Lištice, sačuvani su ostaci manjeg srednjovjekovnog grada-utvrde.
Omanje srednjovjekovno utvrđenje smješteno je na jednoj kamenoj kosi i izvanredno lijepu prirodnom ambijentu blizu nekoliko izvora koji zajedno čine rječicu Lišticu. Ime samoga grada još je nepoznato, ali okolno stanovništvo lokalitet naziva Gradina, a ponekad i Borak, kako se zove i jedan od izvora koji sačinjavaju rječicu Lišticu. 
Oblik srednjovjekovne utvrde (nepravilan četverokut) prilagođen je konfiguraciji terena. Uz obje uže strane grada prizidane su četvrtaste kule, a jugoistočni zid naknadno je pojačan visokim podzidama i jednim jakim kontraforom. Debljina gradskih zidova ide od 1 do 1,5 m, a visine 1 do 6 m. Od brdskog masiva grad štiti jedan veći i jedan manji usjek. Unutar utvrde nalazi se cisterna. Pokretne nalaze uglavnom sačinjava keramika, željezni predmeti (strjelice, čavli i dr.) i kamene kugle. Ta je utvrda štitila raskrižje putova Mostar - Duvno i Hercegovina - planina. Turci su je osvojili 1477. Dr. Dominik Mandić i neki drugi povjesničari misle da je gradina u Borku ostatak utvrde Nebojša ili srednjovjekovni Kruškovac, glavni grad srednjovjekovne župe Večerić. Sustavno arheološko iskapanje na srednjovjekovnom gradu izvođeno je u dva navrata: prvo u 1975., a drugo u 1976. godini.
U podnožju srednjovjekovnoga grada, između golih stijena i klisura, rijeka Lištica prolazi kroz uski tjesnac. S istočne strane toga tjesnaca diže se brijeg zvan Ćavarovo brdo, a brijeg na desnoj strani rijeke zove se Cigansko brdo.
Podno ovih brda, na mjestu zvanom Sajmište, nalazi se staro groblje sa stećcima.
Područje oko Sajmišta (u kasnom srednjem vijeku raskrižje planinskih putova),
osim sakralnoga značaja, imalo je veliku gospodarsku ulogu. U ono doba, to je mjesto gdje se održavao sajam, gdje se trgovalo.

### Pod turskom upravom
Padom pod Turke sredinom druge polovice 15. stoljeća, pučanstvo se razbježalo i prorijedilo. Prvi turski popisi u Hercegovini (god. 1468./69., potom 1475. – 75. i 1519.) pokazuju da se pučanstvo zadržalo samo u brdskim selima. Od pada pod Turke pa do sredine 19. stoljeća Hercegovina je bila gotovo posve odsječena od društvenih, kulturnih i političkih zbivanja u drugim europskim zemljama. Kao jedini vođe s preostalim narodom bili su franjevci. Kršćani su bili obespravljeni, a crkve i samostane, koji su preostali nakon rušenja u osvajačkim pohodima, Turci porušili su 1563. Otada pa do sredine 19. stoljeća zapadno od Neretve nije bilo niti jedne crkve ni samostana.

### Austro-Ugarskauprava
Novija povijest širokobriješkog kraja i katoličke Hercegovine usko je vezana uz gradnju samostana na Širokom Brijegu 1846. i njegovog djelovanja, čime je počeo duhovni, civilizacijski i kulturni preporod. Gradić je počeo nastajati početkom 20. stoljeća oko vodenice Ćemer (turski: ćemer = svod), pa se s početka istim imenom zvalo i samo mjesto. Nakon cestovnog povezivanja s Mostarom 1900., neki bivši fratarski dijaci (dijak=đak, učenik; ovdje u značenju: sluga, pomoćnik) i poduzetni ljudi iz obližnjih sela podizali su dućane i gostionice te je nastajao gradić koji se po rijeci Lištici (izvedenica od imena Lise) prozvao Lišticom. Ipak, otkako je postao administrativnim središtem pa sve do 28. travnja 1952. službeni naziv općine i kotara bio je Široki Brijeg.
I sam grad i njegove najstarije ustanove vuku korijene iz samostanskih ustanova i djelovanja. Osim kasnije čuvene klasične gimnazije (kojoj je prethodila kućna škola za franjevačke pripravnike u selu Čerigaj od 1844. do 1848.), samostan je u 19. i 20. stoljeću osnovao i vodio: pučku školu (1867.), ljekarnu, dućane (trgovinice i kavanu), vodenicu (1868.), stolarsku radionicu, sagradio je: kameni most na Ugrovači (1868.), gimnazijsku zgradu (1924. – 31.), đački dom (1929. – 32.), hidroelektranu (1936.), osnovao je muzej s arheološkom, numizmatičkom, etnografskom, geološko-biološkom i drugim zbirkama. Ustanovljeni su i puhački i tamburaški orkestri, više samostalnih knjižnica, pokrenuti su tečajevi za opismenjavanje, posredovala su se osnovna znanja o povrtlarstvu i voćarstvu. Samostan je, k tome, osnovao i prvu banku, a državne je vlasti podsticao na osnivanje pošte, gradnju kanala za navodnjavanje te na osnivanje stanice za otkup i djelomičnu preradu duhana, i u svim je spomenutim pothvatima sudjelovao ili je bio glavnim nositeljem. Kao vanjski znak i kruna svih tih silnih nastojanja i uspjeha može se uzeti kamena romanička bazilika s dva zvonika, kojoj su temelji postavljeni 1905., a pokrivena je 1911. Austro-ugarske vlasti (1878. – 1918.) nisu bile naklone franjevcima u Bosni i Hercegovini. Kraljevina Jugoslavija još manje. Ipak su oni i na Širokom Brijegu i drugdje uspješno ostvarivali sredinom 19. stoljeća zacrtane programe.

### Drugi svjetski rat i poraće
Za vrijeme Drugog svjetskog rata pored Ustaša su i gradu bile smještene i talijanske postrojbe. Talijani su u tom razdoblju sagradili 4 utvrde na brdima s pogledom na grad. 
Partizani su 7. veljače 1945. osvojili Široki Brijeg i u njemu su, jer su ga htjeli uništiti kao duhovno i kulturno žarište hercegovačkih Hrvata, počinili strašne zločine. 
Oko 11 sati ujutro 7. veljače 1945. godine partizani su ušli u samostan na Širokom Brijegu. Tamo su našli 12 fratara, nekoliko đaka i narod koji se skrio u crkvi, misleći da je tamo sigurnije. Fratre su, jednog po jednog, odvodili u protuzrakoplovno sklonište i tamo ih ubijali. Najviše samokrijesom u zatiljak. Potom su zapaljeni. Njihova imena su: 
1. Fra Marko Barbarić 2. Fra Stanko Kraljević 3. Fra Ivo Slišković 4. Fra Krsto Kraljević 5. Fra Arkanđeo Nuić 6. Fra Dobroslav Šimović 7. Fra Tadija Kožul 8. Fra Borislav Pandžić 9. Fra Žarko Leventić 10. Fra Viktor Kosir 11. Fra Stjepan Majić 12. Fra Ljudevit Radoš Devet fratara, 30 đaka i nešto naroda se u zoru 6. veljače, kada je započeo topnički napad na samostan i crkvu, su se sklonili u fratarsku mlinicu. Kada je prestala pucnjava 8. veljače, fratri su se vratili u Samostan. Potom su pronađeni, odvedeni i ubijeni, najviše u okolici Zagvozda
Njihova imena su: 1. Fra Bonifacije Majić 2. Fra Fabijan Kordić 3. Fra Radoslav Vukšić 4. Fra Fabijan Paponja 5. Fra Andrija Jelčić 6. Fra Leonard Rupčić 7. Fra Melhior Prlić 8. Fra Miljenko Ivanković 9. Fra Mariofil Sivrić Tih dana su ubili i više desetina nenaoružanih žitelja, a sljedećih mjeseci, i godina, na stotine nedužnih ljudi, tako da je ubijen svako deseti Širokobriježanin. U povodu smrti franjevaca svake godine 7. veljače se obilježava njihova smrt s popratnom misom zadušnicom.
- Ploča u počast franjevcima ubijenim od strane partizana u Drugom svjetskom ratu
- Svećenici na misi zadušnici za ubijene franjevce 2010.

Župa Široki Brijeg godine 1940. imala je 8004 stanovnika. 
Procjenjuje se da je stradalo u Drugom svjetskom ratu i poraću na području općine stradalo između 786 i 2157 osoba
Po okončanju borbi, partizani uspjeli zarobiti oko 1400 njemačkih i hrvatskih vojnika, a čelnici tadašnje OZNA-e, tih su dana, dali uhititi preko 2000 Širokobriježana.
Uništeno je kulturno blago, zajedno sa samostanskim, crkvenim i školskim inventarom, a zgrade su teško oštećene. Dvije godine nakon rata spaljene su matične knjige vođene od 1753. godine, a franjevci protjerani. Od teških stradanja Široki Brijeg se desetljećima oporavljao, da bi unutarnju snagu očitavao velikim marijanskim hodočašćima 1971., potom i najbrojnijim svakogodišnjim hodočašćem katoličke mladeži na svijetu. Osamdesetih godina, s oko 3600 vjeroučenika u 146 školskih odjela, samostan je zadavao muke komunističkom poretku i nalazio putove uspona.
U srijedu, 26. svibnja 2010. na lokalitetu Dubrava-Knešpolje, istočno od Širokog Brijega počelo je iskapanje dviju masovnih grobnica. Na tom lokalitetu su pronađeni ostaci 28 žrtava čiji su ostaci u rujnu iste godine prebačeni u Mostar.

### Novije doba
Sedamdesetih godina samostan je počeo sustavno djelovati i izvan strogo religioznih i karitativnih okvira. S početka usputno s duhovnim programima i bez najave, potom s najavama i osvrtima u tisku, priređivao je likovne izložbe, organizirao dramsku družinu koja je uspješno djelovala, potom je (1979.) uređena Samostanska riznica i Biblia pauperum ( prošlost kraja i samostana u slikama i s kartografskim prikazima). Uspješno je djelovala i u vrijeme domovinskog rata i bila je pokretačem i nositeljem priprema u osnivanju Likovne akademije Sveučilišta u Mostaru sa sjedištem na Širokom Brijegu. Akademija djeluje od veljače 1996. i smještena je u zgradi nekadašnjeg konvikta. No, Likovna akademija ipak nije prva visokoškolska ustanova koja djeluje na Širokom Brijegu. Naime, osim što je u vrijeme Domovinskog rata Sveučilište u Mostaru s većim brojem svojih fakulteta djelovalo u ovome gradu, u samostanu je postojala takozvana kućna teologija (Studium domesticum Sacrae Theologiae) god. 1892./93., a možda i sve do osnutka teologije u Mostaru 1895.
Samostan i svetište običnim je ljudima najprije simbol katoličanstva i hrvatstva, potom i kolijevka ponovnog kulturnog i civilizacijskog rođenja. Najveći vjernički skup bude 15. kolovoza, jer je crkva i samostan, kao i Hercegovačka franjevačka provincija, posvećeni Marijinu uznesenju na nebo. U nedavnom ratu su crkva i samostanske zgrade ostale neoštećene, iako je grad raketiran i bombardiran u više navrata. Poginulo je 98 Širokobriježana braneći svoj dom i sebe, ali i braneći Republiku Hrvatsku. Široki Brijeg je 2014. godine postao jedan od 12 službenih gradova u BiH.

## Gospodarstvo
Godine 1911. u Širokom Brijegu se otvara pomoćna pošta u sastavu mostarske pošte. 
 Godinu dana kasnije se otvara duhanska stanica, kasnije nazvana "Dogana" (talijanska stanica).
Godina 1936. izgrađena je prva "pratarska" hidroelektrana na rijeci Lištici, čime je izvršena elektrifikacija Širokog Brijega.

Poznata poduzeća koja danas djeluju u Širokom Brijegu:
- MCI
- Mepas
- Feal
- Hering
- TT Kabeli
- Logotip
- Lukas Nakić
- Nameks
- G3 Spirits

U gospodarskom pogledu Široki Brijeg je trenutno jedna od razvijenijih lokalnih samouprava na području Hercegovine, a i među razvijenijim unutar Bosne Hercegovine.
Od devedesetih godina prošlog stoljeća, a nakon demokratskih i svih drugih promjena na području Grada se ubrzano razvija privatno poduzetništvo. Uz veći broj trgovačkih tvrtki, značajniji poslovni subjekti i ujedno nositelji gospodarskog razvitka Grada su poduzeća iz oblasti metaloprerađivačke industrije, mesne industrije i građevinarstva, uz veliki broj obrtničkih i drugih samostalnih djelatnosti.
Taj period ubrzanog razvitka poduzetništva obilježen je prije svega stihijskim rastom svih vidova trgovinskih djelatnosti i velikim padom proizvodnih djelatnosti, a prije svega i ponajviše poljoprivredne proizvodnje.
Kretanja u gospodarstvu prate Federalni statistički zavod, Gospodarska komora FBiH, Županijska gospodarska komora, kao i nadležna Služba za gospodarstvo grada Širokog Brijega. Dostupni podaci ovih institucija (u prilogu) su ujedno i izvori podataka za pisanje ove analize stanja gospodarstva.
Prema općim pokazateljima koji se temelje na podacima ovih institucija, gospodarski tokovi Grada idu usporedo s tijekovima gospodarstva na području Županije, pa i šire. Oni se prije svega očituju u velikoj stopi nezaposlenosti  (36,7%), nepovoljnom odnosu proizvodnih i neproizvodnih djelatnosti, lošem stanju neprivatiziranih poduzeća, odsustvo investicijskih aktivnosti, te nedostatak gospodarskih subjekata koji bi bili generatori razvitka (posebno izraženo u poljoprivredi).

### Turizam
Turizam je grana gospodarstva koja bilježi stalni rast na globalnoj razini, pri čemu mnoge zemlje u tome prepoznaju mogućnost za jačanje cjelovitog gospodarstva. Područje cijele Hercegovine pa tako i Široki Brijeg imaju u tom pogledu velike i do sada vrlo malo iskorištene mogućnosti.
Suvremeni turizam se bazira na raznoraznim novim izazovima, ali i težnji ka zdravom načinu života, odnosno aktivnom odmoru. Traži se puno kretanja (rekreacije) u prirodnom i ekološki čistom okruženju, čist zrak, zdrava prehrana temeljena na ekološki prihvatljivom načinu proizvodnje hrane, i sve to smješteno u autohtonom ruralnom ambijentu. Upravo uže i šire područje Širokog Brijega ima takva obilježja.
Uz navedeno treba pridodati i nemali broj kulturno-povijesnih znamenitosti, arheoloških nalazišta i spomenika (predhistorijske gomile, ostaci antičkog grada Mokriskika, ruševine srednjovjekovnog grada u Borku, brojni stećci, najstarija do sada poznata crkvena građevina u ovom kraju - vjerojatno i u cijeloj BiH- podignuta u V. ili VI. stoljeću u Mokrom, utvrđeni grad koji car Konsatantin spominje pod imenom Mokriskik) koji svjedoče o ranom naseljavanju ovog kraja i kontinuiranom življenju na ovim prostorima još od antičkih vremena.

### Poljoprivreda
Poljoprivredna proizvodnja na području Grada je najvećim dijelom svedena na proizvodnju za vlastite potrebe na okućnicama i manjim dijelom na oranicama. . Pri tome je proizvodnja poljoprivrednih proizvoda za tržište vrlo mala u odnosu na mogućnosti, a odnosi se prije svega na vinogradarsku proizvodnju, nešto malo u proizvodnji povrća i cvijeća, vrlo malo u stočarstvu i proizvodnji mlijeka.
Nakon drugog svjetskog rata zabilježeni su neuspješni pokušaji sadnje novih kultura. Tako je npr. zabilježen pokus sa sadnjom pamuka i kikirikija.
To je rezultiralo velikim postotkom neobrađenog poljoprivrednog zemljišta - prema posljednjim statističkim podacima - čak 60 % obradivog poljoprivrednog zemljišta se ne obrađuje.
Nepostojanje jasne državne strategije i orijentacije prema pokretanju i razvitku poljoprivredne proizvodnje je također vrlo važno obilježje sadašnjeg stanja u poljoprivredi.

#### Usporedba s prijeratnim stanjem
Za razliku od prije dvadesetak godina, sada u poljoprivrednoj proizvodnji ne postoji osnovna proizvodna kultura,  proizvodnja koje bi bila značajna i moguća na većem području grada. Dugi niz godina to je bio duhan. Zajedno s ratom se urušio i postojeći državni sustav a time i tadašnji sustav organiziranja poljoprivredne proizvodnje. U cijelom razdoblju od tada do danas novi sustav nije uspostavljen. Pri tome je cijela zemlja, a posebno područje na kojem se nalazi općina bilo izloženo nekontroliranom uvozu svega i svačega. Tako je većinu poljoprivrednih proizvoda postalo "isplativije"  uvoziti nego proizvoditi.
Rezultat toga je već spomenuto drastično smanjenje obrađivanih površina, smanjenje broja goveda čak i do pet puta, odnosno svekoliko smanjenje obujma poljoprivredne proizvodnje. Na koncu je zaživio osjećaj da je nemoguće baviti se poljoprivrednom proizvodnjom kao proizvodnom djelatnošću od koje se može živjeti ili pak nešto i zaraditi.

#### Sadašnje stanje u poljoprivredi
Široki Brijeg je po ukupnim pokazateljima gospodarski nešto jača od okolnih općina - prije svega u poduzetničkom sektoru,  pa je time i orijentiranost radno-sposobnog stanovništva prema nepoljoprivrednim djelatnostima veća.  Zato je i postotak neobrađivanog zemljišta najveći u Širokom Brijegu - 60 % (Posušje 59 %, Ljubuški 49 % i Grude 47%).  Također je i broj stanovnika koji se bavi isključivo poljoprivredom relativno najmanji u Širokom Brijegu.

#### Glavni uzroci sadašnjeg stanja
S demokratskim promjenama početkom 1990-tih se pojavljuje i novi način privređivanja i poslovanja - tržišno gospodarstvo čije je glavno obilježje to da je u najvećoj mjeri definirano stanjem na tržištu. Stvaranje slobodnog (i još više nekontroliranog) tržišta je brzo dovelo do pojave velikih uvoznih tvrtki za uvoz svega i svačega. Posebno je eskalirao uvoz svih vrsta poljoprivrednih i prehrambenih proizvoda (ponajviše iz razvijenih zemalja koje imaju veliku državnu novčanu potporu u svim sferama poljoprivredne proizvodnje.  Ako tome dodamo i to da te države u pravilu dodatno stimuliraju i izvoz, sve što se dogodilo se zapravo i moralo dogoditi. Drugo je pitanje da li je to trebalo ovako dugo trajati i zašto se ništa nije u tom smislu promijenilo ni nakon 15 godina.
Tek je u drugoj polovici 2004. godine usvojen Federalni zakon o novčanoj potpori u primarnoj poljoprivrednoj proizvodnji koji je zapravo prvi korak u zasigurno dugotrajnom procesu oporavka poljoprivredne proizvodnje, a time i gospodarstva u cijelosti.

#### Mogućnosti u oblasti poljoprivrede
Postoje realne mogućnosti, a očita je i potreba za bitno povećanje poljoprivredne proizvodnje na području Grada. Te mogućnosti su prije svega u stočarstvu (mini farme goveda za proizvodnju mlijeka, zatim uzgoj ovaca i koza, te pčelarstvo odnosno proizvodnja meda).
Naselja oko Mostarskog Blata imaju mogućnosti višestruko povećati vinogradarsku proizvodnju, a ne treba zaboraviti ni mogućnosti u voćarstvu (proizvodnja trešanja, višanja).
U biljnoj proizvodnji svakako su još neiskorišteni veliki potencijali u proizvodnji povrća, pa i žitarica i krmiva čije bi povećanje proizvodnje nužno proisteklo iz razvitka mini-farmi u stočarstvu.
Komercijalne proizvodnje cvijeća i ukrasnog bilja u prijeratnom razdoblju nije ni bilo, ali se u toj oblasti već realiziraju prvi ozbiljniji poduzetnički projekti.
Sve navedeno valja promatrati kroz postojanje nezagađenog zemljišta i očuvanog okoliša što čini preduvjet za proizvodnju autentičnih i ekološki prihvatljivih poljoprivrednih proizvoda. Takvi proizvodi su na tržištu sve više traženi i cijenjeni.

### Industrija
U oblasti industrijske proizvodnje na području Grada značajnije su zastupljene mesna industrija i metaloprerađivačka industrija, a nešto manje proizvodnja obuće, proizvodnja građevinskih proizvoda i obrada kamena, proizvodnja izolacijskih materijala, grafičke djelatnosti i sl.
Službeni statistički podaci koje redovito objavljuje Federalni zavod za statistiku prate kretanje industrijske proizvodnje na razini Federacije i županija, tako da tih (službenih) podataka za grad nema. Ipak, osnovne značajke kretanja industrijske proizvodnje na području županije Zapadnohercegovačke bi u bitnim elementima trebale odražavati i kretanja industrijske proizvodnje za Široki Brijeg.
Tako je u razdobljuu 2004./2005. godine zabilježen neznatan rast indeksa ukupne industrijske proizvodnje (101,3). Pri tome proizvodnja metala i proizvodnja proizvoda od metala bilježe znatan rast (indeks 2005./2004. = 134,3 i 180,4), proizvodnja proizvoda od papira (indeks = 110,7), dok ostala područja industrijske proizvodnje bilježe znatan pad (npr. proizvodnja hrane i pića: indeks = 80,0, rudarstvo: indeks = 71,4).
Za daljnji rast industrijske proizvodnje su nužna ulaganja u razvoj postojećih industrijskih kapaciteta u oblastima koje su trenutno zastupljene i koje zapošljavaju veći broj radnika. To se prije svega odnosi na proizvodnju metala i proizvoda od metala. Te djelatnosti prema službenim statističkim podacima bilježe kontinuirani rast tijekom 2005. godine. Uspostava i izgradnja novih, odnosno proširenje postojećih poslovno-industrijskih zona nužan je preduvjet za rast proizvodnih djelatnosti, privlačenje domaćeg i stranog kapitala i otvaranje novih radnih mjesta.

### Rudarstvo
Na području Grada postoje značajna nalazišta boksitne rude koja se ovdje eksploatira još od tridesetih godina 20-tog stoljeća, a prema procjenama do sada je ukupno eksploatirano 5 do 5,5 milijuna tona izuzetno kvalitetnog boksita. Proizvodnja je u osamdesetim godinama bila prosječno oko 100 tisuća tona godišnje, a poduzeće "Bosit" je upošljavalo oko 250 radnika.
Danas je u poduzeću uposleno 46 djelatnika, a proizvodi se 20 do 25 tisuća tona godišnje s perspektivom daljnjeg povećanja proizvodnje i broja uposlenih. Uskoro se planira započeti eksploatacija u ispitanim ležištima Lakat i Ivanj Draga (cca 150 tisuća tona), a istražene su i rezerve rude za daljnjih 300 do 350 tisuća tona. Prema okvirnim podacima pretpostavlja se da je na području Grada još oko 60 % neistraženih nalazišta samo u plitkim horizontima. Sve to ukazuje na vrlo velik potencijal ove djelatnosti u budućnosti, pa bi stoga eksploatacija boksitne rude trebala bi biti uključena u strategiju razvitka kao perspektivna i profitabilna.
U Gradu postoje značajni kapaciteti za preradu kamena koji sada uglavnom prerađuju uvozni kamen s izuzetkom pojedinaca koji su počeli s eksploatacijom u vlastitim kamenolomima koje su sami istraživali. Ovdje je jako veliki problem što nisu istražena ležišta A-G kamena, pa se i zbog tih razloga domaći kamen malo koristi. Značajno je ustvrditi da se u ovoj proizvodnoj djelatnosti može zaokružiti cjeloviti proces proizvodnje od sirovine do gotovog proizvoda gdje bi se mogao uposliti značajan broj radnika, a proizvodnja bi imala osigurano tržište.

## Poznate osobe
| - Mario Bazina (1975.), nogometaš - Goran Bogdan (1980.), glumac - Jakov Bubalo (1933. – 1996.), franjevac i jezikoslovac - Janko Bubalo (1913. – 1997.), franjevac i pjesnik - Marija Ancila Bubalo (1946. – 2006.), redovnica, pjesnikinja - Stanko Bubalo (1973.), nogometaš - Mirko Ćosić (1903. – 1967.), franjevac i slikar - Mladen Galić (1934.), akademski slikar - Mirko Grbešić (1960. – 2022.), poduzetnik - Serafin Hrkać (1942. – 2021.), latinist i akademik - Ambroz Kapor, hrv. agronom i povjesničar, voditelj širokobriješke područne ustanove Uprave državnih monopola - Blago Karačić (1914. – 1994.), franjevac, pjesnik i slikar - Smiljan Dragan Kožul, franjevac, doktor crkvenih pravnih znanosti, egzorcist - Anđeo Kraljević (1807. – 1879.), hercegovački biskup - Vinko Kraljević (1952.), glumac - Ivan Kvesić (1996.), karataš - Petar Leventić (1978.), glumac - Dominik Mandić (1889. – 1973.), povjesničar i političar - Ivan Marušić (1965.), fizičar - Ivan Mikulić (1968.), pjevač - Marijana Mikulić (1981.), glumica - Jozo Martinović, ministar financija Republike Hrvatske | - Marko Naletilić, nogometni menadžer - Mladen Naletilić Tuta (1946.), politički emigrant, vojni zapovjednik - Predrag Naletilić (1929.), nogometni menadžer - Sofija Naletilić Penavuša (1913. – 1994.), umjetnica - Željko Ninčić (1959.), autor i glumac - Franko Rotim (1939.), akademik, dr. tehničkih znanosti - Ivan Softa (1906. – 1945.), pisac - Marin Sopta (1950.), političar i publicist - Borislav Škegro (1955.), ministar financija Republike Hrvatske - Gojko Šušak (1945. – 1998.), ministar obrane Republike Hrvatske - Jure Zovko (1957.), filozof i profesor - Jozo Zovko (1941.), franjevac |

## Spomenici i znamenitosti
- Kočerinska ploča
- Franjevački samostan i crkva Uznesenja Blažene Djevice Marije u Širokom Brijegu
- Samostan na Širokom Brijegu
- Spomenik Franji Tuđmanu - Ispred zgrade općine Široki Brijeg, a u povodu četvrte obljetnice smrti, 2003. godine, podignut je spomenik Prvom hrvatskom predsjedniku Franji Tuđmanu. Spomenik je izrađen u bronci i visok je 3,2 metra.[61] Autor spomenika je Kažimir Hraste.
- Spomenik Gojku Šušku - u središtu Širokog Brijega, 31. svibnja 2008. godine otkriven je spomenik Gojku Šušku ministru obrane Republike Hrvatske.[61] Autor spomenika je Kuzma Kovačić.
- Spomenik fra Didaku Buntiću - Na blagdan Velike Gospe 1998. godine blagoslovljen je kip fra Didaka Buntića. Spomenik je visine 4,53 metra.[61] Rad je akademskog kipara Krune Bošnjaka.[62]
- Spomenik širokobriješkim žrtvama - Spomenik svim poginulim u II. svjetskom i Domovinskom ratu u općini Široki Brijeg podignut je 2000. godine. kameni križ visine pet i širine tri metra nalazi se u središtu Širokog Brijega. U kamenu je uklesano "Krv svetih hrvatskih sinova Širokog Brijega. Krikom stoljeća k nebu slobodu Hrvatskoj vapi" .[61]
- Spomenik Ivanu Sopti u Rasnu
- Spomenik u Buhovu je 1999. godine podignut spomenik žrtvama II. svjetskog rata, poraća i Domovinskog rata ukupno 66 žrtava. Središnji znak na spomeniku je slovo V (Victoria, pobjeda), a u njemu je ugrađen hrvatski grb, s tim je da je gornji desni dio u zemljopisnim granicama Bosne i Hercegovine isječen.[61]
- Spomenik u Uzarićima
- Spomenik u Izbičnu

- Središnji križ
- Srednjovjekovni stećak
- Srednjovjekovni stećak
- Spomenik u Crnču
- Spomenik u Dobriču
- Spomenik u Buhovu
- Spomenik u Donjem Gracu
- Spomenik u Gornjem Gracu
- Spomenik u Knešpolju
- Spomenik Ivanu Sopti u Rasnom
- Spomenik u Uzarićima
- Spomenik u Izbičnu
- Spomenik u Ljutom Docu
- Spomenik u Jarama
- Spomenik u Mokrom
- Spomenik u Dobrkovićima
- Spomenik u Turčinovićima
- Spomenik u Dužicama
- Spomenik u Rasnom
- Spomenik u Trnu
- Kameni cvijet
- Zavjetni križ u talijanskoj utvrdi
- Zavjetni križ-posveta

## Obrazovanje
Godine 1868. u gradu je osnovana gimnazija.
Krajem prve polovice 19. stoljeća franjevci dolaze ponovno U Hercegovinu, na Čerigaj na Širokom Brijegu. 23. srpnja 1846. godine postavlja se kamen temeljac za gradnju samostan u Širokom Brijegu. 
Godine 1918. franjevačka gimnazija u gradu dobiva pravo javnosti. Godine 1931. dovršava se i gimnazijska zgrada a godina poslije i zgrada učeničkog doma.
U Širokom Brijegu se danas nalaze Prva i Druga osnovna škola, gimnazija fra Dominika Mandića, strukovna, elektrotehnička i ekonomska škola te Likovna akademija.
Godine 1996. osnovana je Akademija likovnih umjetnosti. Godine 2003. osnovan je postdiplomski studij "Ars sacra" kao prvi takav u svijetu.

## Kultura
Počeci kulturnoga rada vezani su za franjevce. Oni su u Širokom Brijegu osnovali muzej s arheološkom, numizmatičkom, etnografskom, geološko-biološkom i drugim zbirkama.
Godine 1912. u Širokom brijegu se oformirala i limena glazba, a kasnije i tamburaški orkestar.
Nakon dovršenja zgrade koja je podignuta za umjetničku galeriju i vjeronaučno središte (1990.) otvorena je 25. srpnja 1990. Franjevačka galerija. Galerija posjeduje preko 1500 umjetnina, počevši od slika starih majstora (17. – 19. st.), preko klasika i majstora hrvatske moderne do slika i skulptura suvremena likovnog izraza.
U gradu uspješno djeluje Glazbena škola Široki Brijeg od 1974.god. Godišnji broj učenika je oko 160 osnovne i srednje Glazbene škole. 
Od 2000. se svakog kolovoza održava Mediteran Film Festival, mediteranski festival dokumentarnog filma koji je utemeljio i pokrenuo kinematografiju u Zapadnoj Hercegovini.
Danas na području širokobriješkog kraja djeluje Likovna akademija (u sklopu mostarskog sveučilišta), Franjevačka galerija s bogatom riznicom, nekoliko kulturno-umjetničkih društava, Amatersko kazalište "Didak", Srednja glazbena škola, "HKD Napredak" te mnoga društva, udruge, klape itd.
U Širokom Brijegu djeluje i Matica Hrvatska, ogranak Široki Brijeg koja izdaje časopis "Vitko".
U Franjevačkoj galeriji su se izredale izložbe mnogih poznatih hrvatskih umjetnika, počevši od Vlahe Bukovca, Celestina Medovića, Eugena Vidovića, preko K.A. de Rivere, S. Kopača, Ede Murtića do Virgilija Nevistića, Antuna Cetine, A. Sardelića, J. Botterija Dinija, M. Trebotića, pa do P. Barišića, Vatroslava Kuliša i umjetnika mlađeg naraštaja.

## Mediji
Radio Široki Brijeg na hrvatskom jeziku.

## Rimokatoličke župe
Područje grada Širokog Brijega podijeljeno je na 8 župa. Župe pripadaju Mostarsko-duvanjskoj biskupiji.

### Župa Široki Brijeg - župa uznesenja Blažene djevice Marije
Temelji crkve položeni su dana 23. srpnja 1846. godine. Dimenzije tadašnje crkve bile su 20x10 metara. Godine 1871. podignut je i zvonik. Međutim, 1863. godine odlučeno je da se pravi nova Crkva po nacrtima Mattea Lorenzonija. Nova Crkva je zamišljena kao trobrodna bazilika u stilu talijanskog baroka, s dva tornja i kupolom poviše oltara. Ovaj plan nije ostvaren zbog manjka sredstava i iskusnih majstora. Nacrt crkve je sačuvan. Župa Široki Brijeg osim samog grada obuhvaća sljedeća sela: Uzarići, Knešpolje, Dobrkovići, Trn, Mokro, Turčinovići i Oklaji.

#### Franjevački samostan
Pošto je Sveta stolica dekretom odobrila njegov osnutak 6. veljače 1844. godine mjesto za samostan dobiveno je kao poklon svojim vjernim i poslušnim kmetovima od Salih-bega Bakamovica.1845. godine. Biskup fra Rafo Barišić položio je temeljni kamen 23. srpnja 1846. godine. Zapadno krilo samostana useljeno je 1848. godine, nakon čega je nastavljeno s radom na južnom i istočnom krilu koja su 1860. godine dovršena. Godine 1861. izgrađena je kuhinja. Zgrada stare Crkve je 1905. godine porušena. Dana 20. lipnja 1905. godine polaže se kamen temeljac u gradnji nove Crkve u kasnoromaničkom stilu po nacrtu M. Davida. Krov je podignut 1911. godine, sjeverni zvonik 1927. godine.

### Župa Kočerin
Zaštitnici župe Kočerin su sveti Petar i Pavao. Župa Kočerin se izdvojila iz župe Široki Brijeg 1872. godine, a obuhvata sljedeća sela: Kočerin, Ljubotiće, Crne Lokve, Rujan, Privalj, Gornje Mamiće i Podvranić. Godine 1873. dovršena je župna kuća: sagrađena je na imanju koje je biskupu Kraljeviću darovao Memišaga Ćiber. Prvu crkvu od kamenih blokova ove župe sagradio je 1892. godine fra Ilija Leko. Dugogodišnji kočerinski župnikfra Ivo Slišković (1919. – 1942.) porušio je tu trošnu kuću te 1927. sagradio novu. Proširena je poprečnom lađom 1964. Ipak je i takva bila premalena za naglo rastući broj župljana. Tako je ta crkvica porušena, a na njezinu je mjestu niknula nova crkva. Gradnju je vodio župnik fra Petar Krasić 1976. – 1985., a nastavio s uređivanjem župnik fra Mićo Pinjuh. Na pročelju crkve nalazi se najviši mozaik sv. Franje na svijetu. Za novu crkvu nabavljeno je zvono teško 2100 kg. Filijalne crkve u Ljubotićima i Rujnu sagrađene su 1971. godine. Broj župljana u posljednja dva-tri desetljeća opada zbog iseljavanja. Tako je u župi 1975. bilo 5.200 žitelja, 1991. 3.517, 2002. 3.470, a 2007. godine 3350 župljana. Godine 2005. tadašnji župnik fra Miro Šego je renovirao i preuredio župnu kuću. Sadašnji župnik župe Kočerin je dr. fra Mario Knezović.

### Župa Rasno
Najstariji pisani trag o župi Rasno potječe iz 1668. godine, u izvješću je makarskog biskupa fra Marijana Lišnjića koje je poslao u Rim nakon obilaska zapadne Hercegovine. Zatekao je župu uništenu od mletačke i turske vojske. Nakon dvjesta godina, tj. 1872., ponovno je obnovljena, odvojivši se od župe Širokog Brijega. Dotad je bila u sastavu župe Blato, koja je poslije promijenila ime u Čerigaj, a od 1848. zove se Široki Brijeg. Biskup fra Pavao Dragičević u svom popisu 1743. ne spominje župu Rasno, već sela Gornje i Donje Rasno, s tim da Dužice naziva Gornje Rasno i navodi ih kao dio župe Mostarsko Blato. Zatekao je 164 katolika u 19 domova. Biskup fra Marijan Bogdanović zapisao je 1768. godine da u tim dvama selima živi 237 duša u 18 domova. Oporavak i rast sela i stanovnika pod turskim jarmom odvijao se veoma sporo tako da je za dvjesto godina, odnosno, 1867., bilo u 78 obitelji 549 osoba. Kada se 1872. župa osamostalila, obuhvaćala je područje današnjih župa Rasna i Buhova te velik dio župa Ledinac i Grljevići. No, dolazi do njezina cijepanja,  Grljevići 1919., Ledinac 1930. i Buhovo 1969. godine. Župa je 1975. imala 1687 članova koji su živjeli u 297 obitelji, a 2007. godine 1245 članova u 295 obitelji.
Prva župna kuća bila je duga je 12 m i 28 cm, široka 7 m i 85 cm. Kuhinja duga 9 m a široka 5 m i 85 cm. Druga župna kuće, ujedno i kapela, započela se graditi 1883. godine, a bila je duga je 16 m i 10 cm, široka 10 m i 4 cm (godine 1971. obnovljena je u župni stan). Današnja crkva, građena od prirodnog lomljenog i klesanog kamena, započela se graditi 1938. Crkva je bila sazidana do glavnog vijenca, a zbog ratnih događanja bili su prekidani svi radovi. Komunističke vlasti do godine 1958. nisu dopustile nastavak gradnje crkve.  Radovi na kamenoj ljepotici uz velike napore dovršeni su godine 1961. Crkva je skladna gradnja križnoga tlocrta u smjeru istok-zapad: duga 25,80 m a široka je 11,35 m. Polukružna apsida je dimenzija 5,60 x 4,40 m. Dvije prostrane kapele su zapravo jednostavne niše širine 90 cm. Zidovi crkve su debeli 75 cm. Gotovo cijeli vijenac je od kamena osim dijela koji je 1958. nadograđen cementom. Zvonik je visine 16,4 metra.
U Dužicama je sagrađena podružna crkva 1970./1971. Mještani i župnik fra Petar Vlašić lukavo su zatražili gradnju grobne kapelice (jer komunistička vlast nije dopuštala gradnju vjerskih objekata), a sazidali su crkvu 15,7 x 9,1 m. Prvi su radovi započeli 14. travnja 1970. Već je za Božić crkva bila pokrivena. Ta je crkva jedanput proširivana i dograđivana (vjeronaučna dvorana i sakristija) i uspješno je služila vjernicima sve do 2003. godine, kad su započeli radovi na dogradnji crkve. Prema stručnoj zamisli Slavka Kvesića, crkva je dograđena pokrajnjim lađama i polukružnim oltarom. Obnovljena trobrodna je crkva duga 22,15 metara a široka 19,65 metara.

### Župa Izbično
Župa Izbično je smještena na sjeverozapadnom dijelu Širokog Brijega. Sa svoje južne strane graniči sa selom Dobrkovići, a kanjon Brine dijeli je od sela Ljubotići, te sa zapadne strane Crnih Lokava, dok joj je istočni susjed župa Crnač. Župa je osnovana 1917.  godine, zbog udaljenosti od matice Širokoga Brijega. Od te godine ima vlastite matice. Župa posjeduje matice krštenih, vjenčanih i umrlih od samoga osnutka. Mnogi i ne znaju da se ondašnja župa, zapravo današnja župa Izbično zvala Britvica.
Već 1896. se počelo tražiti mjesto gdje se može sagraditi crkva ili barem kapelica na ovim prostorima, reklo bi se, buduće župe Izbično - od Korita i Šarića Poljane, pa sve do crnačkih sela Gornjeg i Donjeg Crnča. Župa Izbično se 1917. godine odcijepila od matične župe Široki Brijeg. U sastavu župe bila su naselja: Izbično, Donja i Gornja Britvica, zaselak Solde u Donjem Crnču i zaselak Tribošić u Donjoj Britvici. „Britvica i Izbično. Dva sela, u blizini planina Čvrsnice i Čabulje, potpadala su pod župu Široki Brijeg. Ta su sela htjela osnovati svoju župu, budući da su previše bili udaljeni od središta župe. Definitorij Franjevačke provincije odobrio je njihov zahtjev 12. travnja 1918. godine. U Izbičnu je 1923. godine počela izgradnja župnoga ureda i stana za župnika. Župnik se konačno dogovorio sa župljanima oko darivanja zemljišta na sadašnjem mjestu. Popisi katoličkih žitelja Bosne i Hercegovine iz 1743. i 1768. godine nisu našli ovdje u ovom kraju niti jedne obitelji. To da je Izbično vezano za Široki Brijeg govore i potvrđuju prezimena žitelja: Soldo, Pavković, Hrkać, Draškić, Crnjac, Logarušić. Najprije su ovdje boravili sezonski, na ispašama sa svojim stadima. Zatim su se stalno nastanili u ovom kršu, kako kaže dr. fra Ivo Bagarić u Šematizmu, ali je preneseno i u Kršnom Zavičaju iz 1976. godine.
U popisu fra Petra Bakule iz 1867. godine nalazimo na području ove župe 46 obitelji, 291 stanovnik. Župa Izbično 1918. od gladi, iscrpljenosti i „španjolke“ gubi 45 svojih članova. Između dva rata natalitet je veoma visok, mortalitet dosta nizak, prirast veoma velik. Rat (1941. do 1945. godine) ranio je i ova brda: oteo im je 62 života. U poratno vrijeme i ova župa gubi svoje stanovnike: mladi ih napuštaju, a popratna pojava je postupni pad nataliteta. Ipak poratni prirast nije malen: više stotina osoba.  Međutim, toga predratnog i poratnog prirasta nema. Već 40 i više godina župa je gotovo na istom broju. Oko 1000 Izbičana je kroz to vrijeme napustilo svoj kraj. Kruh se traži gdje ga ima. Iseljavanje su barem donekle usporili i ublažili rudnici boksita. Tu su mnogi našli radno mjesto, drugi su ga potražili daleko, u Njemačkoj i drugdje.

### Župa Ljuti Dolac
Zaštitnica župe Ljuti Dolac je sveta Ana, majka Blažene Djevice Marije. Župa ima dva naselja u pastoralnom djelovanju, uz Ljuti Dolac tu su još i Biograci. Ljuti Dolac je dugo bio ispruženi tzv. Klin župe Blato (Čerigaj), a danas poznatije kao župa Široki brijeg.
Od ove matične župe Ljuti Dolac se otcjepio 1864. godine. Osnivanjem župe Kruševo 1924. godine župa Ljuti Dolac se prvi put dijeli, a 1966. godine od ove župe se otcjepila, a kasnije i osamostalila župa Jare, i tako je župa Ljuti Dolac konačno dobila granice u kojima se danas nalazi. Današnju crkvu je od 1883. – 1890. sagradio fra Ivan Vasiljević. U potpunosti je obnovljena je 1920. godine. Zalaganjem fra Marka Dragićevića crkva je proširena.Od stare crkve je ostalo samo pročelje i dva uzdužna zida glavne lađe u dužini 19 metara, a visina dograđenog zvonika je 33 metra. Župa danas ima 528 obitelji.

### Župa Crnač
Crnač je najvjerojatnije nekada bio u župi Blato, koja je poznata od 1594. godine. Kasnije župa Blato mijenja ime u župu Čerigaj u koju su 16. svibnja 1844. godine došli franjevci iz Kreševa i drugih mjesta Bosne, koji su 1848. godine preselili župni ured na Široki Brijeg, kada je župa dobila ime Široki Brijeg.
Od 1891. godine u Crnač su sa Širokog Brijega nedjeljom i svetkovinom dolazili svećenici, a za Božić, Uskrs i Veliku Gospu su ostajali i po 15 dana. Od 1935. godine Crnač ima svoju župu "Presvetoga Srca Isusova", koja im je odobrena na njihovo traženje. Godine 1935. župljani su izgradili župniku privremeni stan i čatrnju, 1939.  godine počeli graditi župski stan, koji su završili 1943. godine, a crkvu su izgradili 1970. godine. Sadašnji župnik župe Crnač je fra Leonardo Hrkać.

### Župa Buhovo
Župa Buhovo osnovana je 1969. godine odcjepljenjem od župe Rasno.
Župna kuća izgrađena je 1970. godine a izgradnja župnog crkve započela je 1971. Crkva s vjeronaučnom dvoranom izgrađena je za nešto više od godinu dana. Nacrt za crkvu izradio je ing. D. Antolković iz Slavonskog Broda. Crkva je blagoslovljena 30. kolovoza 1972. godine. 1973. godine izgrađen je zvonik visok 20 metara, a1999. godine je temeljito obnovljen i pokriven bakrenim krovom.  Crkva ima oblik kružnog isječka s uvučenim svetištem. Crkva je ponovo pokrivena i preuređena u novije vrijeme (radovi završeni 2003.) Danas crkva, župna kuća i crkveni okoliš izgledaju kao botanički vrt. Popločan je i trg oko crkve.

### Župa Mostarski Gradac
Župa Presvetog Imena Isusova ima sjedište u Gracu od 1797. godine, kada je umjesto stare kolibe, povremenog skloništa za župnike od Neretve do Borka sagrađen župni stan.
U mjestu najdužeg kontinuiteta boravišta fratara, župnik fra Mate Prskalo 1892. godine podiže crkvu veličine 10,80 x 6,65 m, osim oltara čija je dužina 3,10m. Na ulaznim vratima stoji natpis: 
 1927. godine sagrađen je i zvonik, a crkva je popravljena i rekonstruirana 1972. godine.

## Šport
Prvi pisani tragovi o bavljenju ljudi športom na području današnjega Širokog Brijega sežu još u XVI. stoljeće. Riječ je uglavnom o lovu i ribolovu te organiziranju natjecanja u trčanju, skakanju, potezanju konopca, hrvanju, bacanju kamena s ramena i slično. Moderni šport u Širokom Brijegu počeo se, pak, razvijati krajem XIX. stoljeća, kada se mladi širokobriježani uključuju u rad prvoga sportskog društva u Hercegovini, "Hrvatskog sokola" u Mostaru (1896.). U razdoblju između dva svjetska rata u Širokom se Brijegu igrao i tenis, a do organiziranja prvih sportskih klubova dolazi nakon Drugoga svjetskog rata. Godine 1946. utemeljeno je Društvo za tjelesni odgoj "Partizan", u kojem su djelovali atletski, gimnastički, rukometni, odbojkaški i stolnoteniski odjel.
Godine 1948. osnovan je nogometni klub "Borak", današnji "Široki Brijeg", pet godina za redom prvak Herceg-Bosne (prvi naslov 1994. godine). Ondašnji "Borak", odnosno "Boksit", "Lištica" i "Mladost", dugo godina igrali su u Hercegovačkoj zoni, 1973./74. u Republičkoj ligi BiH, a od 1980. pa sve do Domovinskog rata u Regionalnoj ligi BiH koja je bila četvrti stupanj natjecanja u SFRJ. NK Široki Brijeg višestruki je prvak HR Herceg-Bosne a od sezone 2000./01. natječe se u Premier ligi BiH (prvi stupanj natjecanja). Uvjeti koje danas ima (moderan stadion s rasvjetom, sportsko-rekreacijsko središte na Blatu itd.) na europskoj su razini. Od drugih nogometnih klubova danas još djeluje NK Blato Ljuti Dolac, a proteklih desetljeća povremeno su djelovali nogometni klubovi i u Knešpolju, Turčinovićima i Privalju.
Široki Brijeg ima višestruke državne prvake u brojnim sportovima, uključujući nogomet i košarku. NK Široki Brijeg je dvostruki prvak BiH i osvajač kupa, peterostruki prvak lige HB uzastopno, a svoje domaće utakmice igra na stadionu Pecara, koji zadovoljava sve kriterije UEFA-e, dok na Mostarskom blatu djeluje moderni Športsko-rekracijski centar/trening kamp Musa-Karačić s ambulantom, opremljenim svlačionicama, dva prirodna te jednim terenom s umjetnom travom. Košarkaški klub, osnovan 1974., danas nosi ime HKK Široki i višestruki je prvak BiH, kao i višestruki osvajač državnog kupa i najtrofejniji poslijeratni BiH klub sa 6 titula državnog prvaka i 6 titula osvajača kupa BiH.
Tako su se i razvili ženski odbojkaški klubovi. H.Ž.O.K ( hrvatski ženski odbojkaški klub ) te H.O.K ( hrvatski odbojkaški klub ). Prvi, s kapetanicom Karlom Barać bio je 2013. godine u top 10 odbojkaskih klubova Superlige BiH.Drugi klub s kapetanom Silvijem Čolakom je također dobro plasiran, a klubovi se međusobno natječu koji će predstavljati Široki Brijeg, tako da pobjednici nisu uvijek jednaki.
Sve više mladih zainteresirano je za tenis kroz rad u klubovima "Đulić" i "Široki", a mlade nogometaše okupljaju i škole nogometa "Knešpolje i "Gojko Šušak". Košarkašice "širokog" igraju u Prvoj ligi Herceg-Bosne, kao i boćari „Širokog", rukometaši prve uspjehe bilježe u Drugoj ligi (HRK Široki). Također djeluje i učeničko školsko sportsko društvo "Široki Brijeg", malonogometaše "KIM-a", Udrugu planinara "Jabuka", Društvo sportskih ribolovaca "Borak" i Aero klub "Široki"; ukupno čak 19 organiziranih i aktivnih klubova i udruga danas u Gradu.
Od 2006. održava se karate turnir Hercegovina Open – Super Eight na kojem nastupaju borci koji su ostvarili zapažene rezultate na svjetskoj i europskoj karate sceni.
Od 2013. održava se Streetball Široki Brijeg.

## Ostalo
Načelnik Širokog Brijega Miro Kraljević, međimurski župan Ivan Perhoč, Generalni konzul Republike Hrvatske u Mostaru Velimir Pleša i načelnici općina Ljubuški i Čitluk potpisali su Povelju o prijateljstvu. Inicijator potpisivanja Povelje o prijateljstvu Širokog Brijega s Međimurskom županijom u Republici Hrvatskoj je Generalni konzul Republike Hrvatske Velimira Pleše, a koju su sa zadovoljstvom prihvatili načelnici općina Široki Brijeg, Ljubuški i Čitluk i međimurski župan Ivan Perhoč. Široki Brijeg i Međimurje sada su i službeno prijatelji, što me uistinu veseli jer je to u prvom redu rezultat našega, ali i moga osobnog prijateljstva s Vašim sugrađaninom Plešom. Sretan sam što mi je pripala čast da kao načelnik Širokog Brijega potpišem Povelju o prijateljstvu s narazvijenijom županijom u Hrvatskoj, jer sam siguran sam da će to iskoristiti gospodarstvenici, ali i kulturni i sportski djelatnici Širokog Brijega i Međimurske županije, rekao je prigodom potpisivanja Povelje Općinski načelnik Miro Kraljević.
Potpisivanje Povelje je upriličeno, u najsjevernijoj općini u Hrvatskoj u Svetom Martinu na Muri, na snimanju najgledanije zabavno-glazbene emisije HRT-a Lijepom našom. Poseban gost ove emisije HRT-a koja je emitirana 20. i 27. prosinca 2009.  bio je Mate Bulić. U dvodnevnom posjetu međimurskoj županiji načelnik Kraljević je posjetio grad Prelog i upoznao se gospodarskim potencijaloma. Načelnika Kraljevića primio je dožupan međimurski Matija Posavec, gradonačelnik Preloga Dragutin Glavina i župnik župe Svetog Jakoba u Prelogu don Antun Hoblaj.

Ravnatelj Veterinarskog zavoda Mostar Milan Andrijanić, u povodu 60-te obljetnice utemeljenja i djelovanja Zavoda, uručio je Općinskom načelniku Miri Kraljeviću plaketu u znak zahvalnosti za promociju i doprinos očuvanju genofonda ugroženih autohtonih vrsta i pasmina domaćih životinja u Bosni i Hercegovini, te povezivanje znanstvenih i istraživačkih institucija Bosne i Hercegovine i susjednih država. Ravnatelj Zavoda Andrijanić uručio je plaketu i dr. vet. med. Ivici Raviću pokretaču izgradnje Edukacijskog centra i rezervata za zaštitu i očuvanje izvornih pasmina u Buhovu. Andrijanić je istaknuo kako je Široki Brijeg zahvaljujući entuzijazmu i radu pojedinaca, postao prepoznatljiv kroz organizaciju neđunarodnog znanstvenog skupa.

## Gradovi prijatelji
- Vinkovci, Hrvatska
- Žepče, Bosna i Hercegovina

## Ostali projekti
|  | Zajednički poslužitelj ima još gradiva o temi Široki Brijeg |

## Vanjske poveznice
- Službene gradske stranice
- Bilten
- Internetski portal-neslužbeni
- Stranica iseljenih širokobriježana u RH  Arhivirana inačica izvorne stranice od 6. svibnja 2015. (Wayback Machine)
- Pregled povijesti Širokog Brijega, Matica hrvatska  Arhivirana inačica izvorne stranice od 27. rujna 2012. (Wayback Machine)